# Graphania lacustris
Graphania lacustris là một loài bướm đêm trong họ Noctuidae.